# Mary K. Gaillard
Mary Katharine Gaillard, nata Ralph (New Brunswick, 1º aprile 1939 – 23 maggio 2025), è stata una fisica statunitense attiva nell'ambito della fisica delle particelle.
È stata professoressa della Graduate School dell'Università della California - Berkeley, membro del Berkeley Center for Theoretical Physics e visiting scientist presso il Lawrence Berkeley National Laboratory. È stata la prima fisica donna ad avere una posizione di ruolo a Berkeley.
I suoi importanti contributi includono la previsione della massa del quark charm prima della sua scoperta (con BW Lee); previsione di eventi a 3 jet (con J. Ellis e GG Ross); e previsione della massa del quark bottom (con MS Chanowitz e J. Ellis). Ha scritto la sua autobiografia, A Singularly Unfeminine Profession, pubblicata nel 2015 da World Scientific.

## Giovinezza e inizi di carriera
Mary Katharine Ralph è nata il 1 aprile 1939 a New Brunswick, New Jersey,  ed è cresciuta a Painesville, Ohio, dove suo padre era insegnante di storia al Lake Erie College.
Per i suoi studi universitari ha frequentato l'Hollins College in Virginia. La sua professoressa di fisica, Dorothy Montgomery, l'ha aiutata a trovare lavoro nel laboratorio Louis Leprince-Ringuet in Francia durante un anno all'estero e ai Brookhaven National Labs. Ha conseguito la laurea dall'Hollins College nel 1960. Ha conseguito il master presso la Columbia University nel 1961.
Alla fine del suo primo anno alla Columbia University sposò Jean-Marc Gaillard, uno studente post-dottorato in fisica che era in visita. Insieme al marito si trasferisce in Europa, prima all'Università di Parigi a Orsay, in Francia, e un anno dopo all'Organizzazione europea per la ricerca nucleare (CERN) a Ginevra, in Svizzera. Madre di tre figli, ha continuato a studiare fisica teorica,

## Carriera
Arrivata al CERN nel 1964, durante la sua permanenza (1964-1981) Gaillard sarà considerata solamente una visiting scientist, prima come studentessa di Orsay, e successivamente come ricercatrice impiegata presso il Centro nazionale francese per la ricerca scientifica (CNRS).  Ha condotto e presentato uno studio sulle scienziate al CERN, documentando chiari episodi di discriminazione nei confronti delle scienziate nelle assunzioni e negli stipendi.
Nonostante le discriminazioni subite, il grande impatto per i risultati scientifici di Gaillard, le hanno permesso di trovare lavoro come ricercatrice presso il CNRS francese.  Nel 1979 Gaillard ha fondato il gruppo di teoria delle particelle presso il Laboratoire d'Annecy-le-Vieux de physique des particules (LAPP), Annecy-le-Vieux, Francia. È stata direttrice del gruppo dal 1979 al 1981. Dal 1980 al 1981 è stata promossa a direttrice della ricerca ad Annecy-le-Vieux, per il CNRS. Nel 1981, in seguito al divorzio dal marito, è ritornata negli Stati Uniti.
Gaillard è entrata a far parte del Dipartimento di Fisica della Berkeley nel 1981, diventando la prima Professoressa di Fisica donna di Berkley. Insieme al ruolo di Professoressa a Berkeley, è stata contemporaneamente senior staff della facoltà presso il Lawrence Berkeley National Laboratory (LBNL), dove ha diretto il Gruppo Teorico dal 1985 al 1987.
Gaillard ha fatto parte di diversi comitati dell'American Physical Society, comitati consultivi per il Dipartimento dell'Energia e del Consiglio Nazionale delle Ricerche degli Stati Uniti, e in comitati consultivi e in visita presso università e laboratori nazionali. È stata membro del National Science Board dal 1996 al 2002.

## Ricerca
Mary K. Gaillard ha prodotto importanti risultati nella fisica teorica delle particelle. Questi includono il lavoro pionieristico con Benjamin W. Lee sul calcolo delle correzioni alle transizioni deboli dovute all'interazione forte, compreso il successo della predizione della massa del quark charm; ha lavorato con John Ellis e altri sull'analisi degli stati finali nelle collisioni elettrone-positrone, inclusa la predizione di eventi a tre getti, e studi di teorie di gauge unificate, inclusa la previsione della massa del quark bottom; ha lavorato con Michael Chanowitz a studi sui segnali negli acceleratori protone-protone che hanno mostrato, su basi molto generali, come la nuova fisica deve manifestarsi a energie sufficientemente elevate. Successivamente, il suo lavoro si è concentrato su teorie efficaci di supergravità basate sulle superstringhe,e sulle loro implicazioni per i fenomeni rilevabili sia agli acceleratori che in osservazioni cosmologiche.

## Premi e riconoscimenti
- 1977, Prix Thibaud, Accademia delle scienze, delle discipline umanistiche e delle arti di Lione[2]
- 1984, Fellow dell'American Physical Society[15]
- 1988, EO Lawrence Memorial Award, Dipartimento dell'Energia degli Stati Uniti[16]
- 1989, Fellow dell'American Academy of Arts and Sciences[17]
- 1991, Membro dell'Accademia Nazionale delle Scienze[18]
- 1993, Premio JJ Sakurai per la fisica teorica delle particelle[19]
- 2000, Membro dell'American Philosophical Society[20]

## Vita privata
Dal primo matrimonio con Jean Marc Gaillard ha avuto tre figli: Alain, Dominique e Bruno.  Ha sposato in seguito il fisico Bruno Zumino. È morta all'età di 86 anni nel Maggio 2025.